# Stadler Regio-Shuttle RS1
A Stadler Regio-Shuttle RS1 az első, Németország-szerte elterjedt újgenerációs elővárosi dízelmotorkocsi, melynek jellegzetes ismertetőjelei a trapéz alakú oldalablak-keretek. A Deutsche Bahnnál DB 650 sorozatmegjelöléssel ismert.

## Története
A Regio-Shuttle-t a Verband Deutscher Verkehrsunternehmer (VDV – Német Közlekedési Vállalatok Egyesülete) által 1992-ben, az új mellékvonali járművekkel kapcsolatosan a gyártókkal szemben megfogalmazott követelmények figyelembe vételével az ABB–Henschel cég pankowi üzeme fejlesztette ki. A cél a minél olcsóbb, minél könnyebb, az autóbuszközlekedéssel szembeni reális alternatívát kínáló mellékvonali vasúti jármű megteremtése volt. A fejlesztéskor felhasználták a gyártó elődje, a Waggon-Union cég által az 1980-as évek elejére kifejlesztett NE 81 típusú motorkocsikkal szerzett tapasztalatokat.
A gyártó egy egész típuscsaládot fejlesztett ki, melynek egy-, két- és háromrészes változatai lettek volna. Ez utóbbiak jellegzetessége volt, hogy az egyes járműtagok vezetőállás nélküli végei egy közös egytengelyes futótengelyre támaszkodtak. A járművek típusjelzése rendre: RS1, RS2 és RS3, ahol az „RS” a típuscsalád nevének rövidítése, a szám pedig a tagok (járműrészek) száma.
Az egyes változatok összehasonlító adatai:
|                         | RS1              | RS2              | RS3              |
| ----------------------- | ---------------- | ---------------- | ---------------- |
| Ütközők közötti hossz   | 25 500 mm        | 30 564 mm        | 43 184 mm        |
| Szélesség               | 2 900 mm         | 2 900 mm         | 2 900 mm         |
| Magasság                | 3 700 mm         | 3 700 mm         | 3 700 mm         |
| Tömeg                   | 39,2 t           | 45,3 t           | 60,3 t           |
| Ülőhelyek száma         | 68(+8)           | 80(+16)          | 128(+16)         |
| Állóhelyek száma        | 105              | n.a.             | 159              |
| Ajtók száma oldalanként | 2                | 2                | 3                |
| Teljesítmény            | 2×228 / 2×257 kW | 2×257 / 2×315 kW | 2×257 / 2×315 kW |
| Legnagyobb gyorsítás    | 0,92 m/s²        | 0,92 m/s²        | 0,73 / 0,92 m/s² |
| Legnagyobb sebesség     | 120 km/h         | 120 km/h         | 120 km/h         |

Tervezték továbbá egy, a szóló motorkocsival azonos kocsiszekrényű vezérlőkocsi kialakítását is. Ezek közül azonban csak a szóló motorkocsi kivitel készült el, melyből először a Német Vasutak (DB) rendelt nagyobb mennyiségben (650 sorozat). Időközben a gyártó az ABB–Henschel–AEG Schienenfahrzeuge GmbH egyesülés folytán az Adtranz lett. A motorkocsi szekrényvázának gyártását ekkor az Adtranz–MÁV közös tulajdonában lévő Dunakeszi Járműjavító végezte. Az Adtranz folyamatos pénzügyi nehézségei bezárással fenyegették a gyártó pankowi üzemet, melybe először beszállt a Stadler, később pedig teljes egészében tulajdonába ment át. A Bombardier Transportationnek az Adtranz felvásárlásának feltételeként a el kellett adnia a Regio-Shuttle RS1 teljes gyártási jogát a Stadlernek.
Még az Adtranz kifejlesztette a RS következő generációját ITINO néven, melyből két- és háromrészes járművek készültek el. (Az egyedi futótengelyt Jacobs-forgóváz váltotta fel.) Ennek gyártási joga a Bombardier Transportationnél maradt, azonban nem lett a piacon sikeres, jelenleg csak egyedi utánrendelésre készül.
Az Adtranz a VT 415 pályaszámú Regio-Shuttle RS1 motorkocsit 1997-ben Magyarországon is bemutatta. A hivatalos bemutatóra 1997. július 12-én került sor Kaposvár vasútállomáson az DWA cég LVT/S, valamint a MÁV Vasjármű Kft. által korszerűsített Bzmot 398 pályaszámú motorkocsival együtt. A motorkocsik 1997. július 8-10. között a Budapest–Esztergom-vasútvonalon, 13.-21. között a Balaton északi partján Tapolca–Balatonalmádi között, 14.-27. között Debrecen–Nyírbátor–Mátészalka-vasútvonalon a budapesti InterCity vonatokhoz csatlakozva jártak.

## Felépítése
A Regio-Shuttle normál nyomtávolságú nagyvasúti jármű, kocsiszekrénye az UIC-előírások szerinti 1500 kN-os nyomóerő elviselésére képes. Szállítható mind központi ütköző-vonókészülékkel, mind hagyományos ütközőkkel és csavarkapoccsal. Az alacsony padlós rész igénytől függően 550 vagy 760 mm-es peronmagasság figyelembe vételével alakítható ki. A járművek forgóvázak feletti része magas padlós.
A járművet – az elődtípusnak is tekinthető NE 81-hez hasonlóan – két dízel-hidromechanikus gépcsoport hajtja, mely MAN-gyártású dízel- vagy repceolaj-üzemű motorból és Voith DIWA-hajtóműből áll. A jármű mind a négy tengelye hajtott.

### Járműszekrény
A jármű legérdekesebb része a vázszerkezet kialakítása. A jármű oldalfalainak vázszerkezete gyakorlatilag oldalanként egy-egy acélszerkezetű párhuzamos övű rácsos tartó, ez a vasúti hidaknak (pl. a budapesti Összekötő vasúti híd) is igen gyakran alkalmazott kivitele. A Regio-Shuttle-nél a teherviselésben részt vevő ferde rácsrudak ablakkeretként is funkcionálnak, ez a motorkocsinak jellegzetes külsőt biztosít. A hosszirányú húzó- és nyomóerőket a homlokkereszttartókról is az oldalfal rácsos tartójába vezetik. Az alváz és a tető acéltartói így kisebb, könnyebb kivitelben készülhettek. Az oldalvázszerkezetbe ragasztással illesztették a kétrétegű biztonsági üvegű oldalablakokat, valamint szintén ragasztással rögzítették a szálerősítéses műanyagból készült oldalfalburkolatot. A homlokrészek szintén szálerősítéses műanyagból készültek, és ragasztással illesztették a helyükre őket. A németországi Bode gyártotta kétszárnyas, villamos hajtású lengő-toló ajtók 1300 mm szélességre nyílnak ki.

### Forgóvázak
H-keretű, acéllemezekből hegesztett, dobozszerkezetű forgóvázak, Megi-rugós (Metall-Gummi) primer és légrugós szekunder rugózással.

### Gépi berendezés
A járművek hajtását biztosító dízelmotorokat és hajtóműveket a forgóvázakon kívülre, a vezetőfülke padlója alatt helyezték el. A kocsivégenként egy-egy, eredetileg öt- később hathengeres fekvő elrendezésű MAN-dízelmotor Voith DIWA hidromechanikus hajtómű köziktatásával, kardántengelyen át hajtja a hozzá közeli forgóváza mindkét kerékpárját. A tengelyhajtóművek BSI-gyártmányúak, közülük a belső tengelyeken található tengelyhajtóműben helyezték el az irányváltót is. A gépi berendezés ilyen elrendezése kedvező az alacsony padlós tér mérete szempontjából.

### Utastér
Az ülések a német Vogel cég gyártmányai. Igény szerint 2+2 vagy 2+3 üléselrendezéssel szállítható a jármű. A hosszirányú poggyásztartókat az oldalfalszerkezethez rögzítik. Az utastájékoztató rendszert a Brose szállította. A kiviteltől függően zárt rendszerű, hagyományos, vagy kerekesszékkel is igénybe vehető WC-vel, vagy WC-nélkül készül. Opcionálisan kerekesszék-emelő liftek is építhetők a beszállóajtókhoz.
A Regio-Shuttle egyfős kiszolgálásra is alkalmas nagyvasúti jármű. Viszonylag kis kapacitását kompenzálandó akár hatos szinkronüzeme is lehetséges, habár ennek gazdaságossága egy mozdonyvontatású vonattal szemben erősen megkérdőjelezhető.
Jelenleg[mikor?] a Voith AG-nál folyik egy Regio-Shuttle átépítése, mely a szigorodó környezetvédelmi normáknak való megfelelést és a legnagyobb sebesség 140 km/h-ra történő emelését célozza.

## Jelenlegi üzemeltetők

### Közlekedési vállalatok
A következő magántársaságok állományában található Regio-Shuttle RS1:
| Vasúttársaság                                | Pályaszám | Fotó |
| Bodensee-Oberschwaben-Bahn (BOB)             | VT 63–69 |      |
| Breisgau-S-Bahn (BSB)                        | Tw 001–021 |      |
| City-Bahn Chemnitz (CBC)                     | VT 511–516 |      |
| DB ZugBus Regionalverkehr Alb-Bodensee (RAB) | 74 db, 650 101–123 650 201–203                                                                                             |      |
| Erfurter Bahn (EIB)                          | VT 001–023 - 9 db Erfurter Bahn Erfurtban - 14 db Unterfrankenshuttle Meiningenben                                         |      |
| Eurobahn                                     | VT 1.01–02 | —    |
| Freiberger Eisenbahngesellschaft mbH (FEG)   | VT 3.01–03 |      |
| Hohenzollerische Landesbahn (HzL)            | VT 44–47, VT 200–221, VT 231–250                                                                                           |      |
| Kahlgrund Verkehrs-GmbH (KVG)                | 1 db |      |
| Ortenau-S-Bahn (OSB)                         | VT 509–532 |      |
| Ostdeutsche Eisenbahn (ODEG)                 | - 7 Mecklenburg-Elő-Pomeránia VT 650.51–57 - 25 Brandenburg VT 650.58–82 - ( 3 ) Sachsen-hálózat (2008-tól) (VT 650.83–85) |      |
| Prignitzer Eisenbahn (PEG)                   | VT 650.01–08 |      |
| Regentalbahn AG                              | - Bayerische Waldbahn VT 15–28 - Oberpfalzbahn VT 31–41                                                                    |      |
| Rurtalbahn                                   | VT 740 - 745 |      |
| Süd-Thüringen-Bahn (STB)                     | VT 101–132 |      |
| Südwestdeutsche Verkehrs AG (SWEG)           | VT 501–508 |      |
| trans regio                                  | VT 001–020 |      |
| Württembergische Eisenbahngesellschaft (WEG) | VT 414–416, VT 423, VT 430–433, VT 440–442, VT 445–447                                                                     |      |

### Üzeme a Német Vasútnál
A Német Vasút (DB) 1999-ben kezdte a típust 650 sorozatjellel forgalomba állítani, összesen 74-et. Pályaszámaik: 650 001–027, 650 100–122, 650 201–203 és 650 301–321. A 650 100–119 és 650 201–203 pályaszámú járműveket Baden-Württemberg állam finanszírozta. A 650 001–027 és 650 100–122 pályaszámúak azonos kivitelűek, míg a 650 201–203 és 650 301–321 pályaszámúak Radwander-Shuttle-k, egyéb tekintetben azonosak a többi Regio-Shuttle-lel. A járműveket Tübingenből és Ulmból a DB-leány DB ZugBus Regionalverkehr Alb-Bodensee (RAB) üzemelteti. 2000 májusa óta minden jármű napi üzemet teljesít.
Időközben (2007-ben) a DB Regio Bayern által finanszírozott 650 322–327 pályaszámú RS1-ek is forgalomba álltak. Ezenkívül a WestFrankenBahn egy motorkocsit átvett a Kahlgrundbahntól, mely a 650 997 számot viseli.